# Hoegaarden

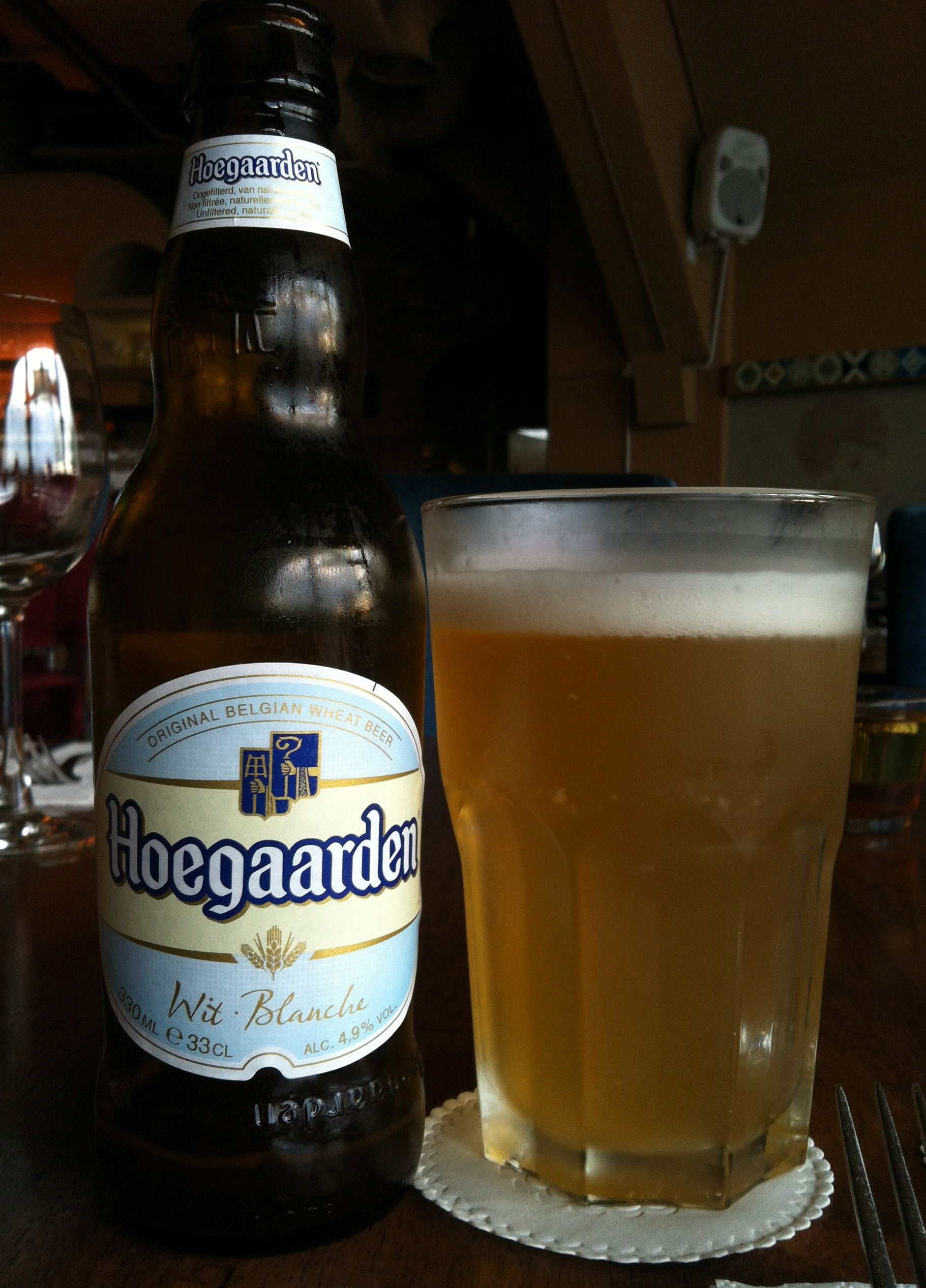
Пиво Hoegaarden, налитое в бокал.

Hoegaarden ([ˈɦuˌɣa:rdə(n)] (слушать), «Хугарден») — бельгийское пшеничное (так называемое «белое») пиво, производимое компанией InBev в одноимённой деревне.
Готовят его из непророщенной пшеницы (её доля составляет чуть менее 50 %), ячменного солода и несоложенного овса. Также в состав входят цедра апельсина и кориандр (поэтому его можно узнать по приятному кисловатому вкусу, аромату пшеницы и апельсина). Напиток не фильтруют, поэтому он получается мутным.
Пиво рекомендуется подавать в специальных шестигранных бокалах, охлажденным до 2—3 °C. В Бельгии пиво подается с жареными семечками.

## История
Сорт пива произошёл из деревни Хугарден во Фландрии. Согласно деревенским архивам, пшеничное пиво в тех местах варилось с 1318 года и особую популярность приобрело после основания в Хугардене двух монастырей в XV веке (1445 год). Во время Второй мировой войны пивоварение Бельгии пострадало от немецких грабежей, и последняя пивоварня в деревне закрылась в 1957 году.
В 1966 году Питер Селис возродил пшеничное пивоварение в Хугардене, открыв пивоварню Brouwerij Celis. Впоследствии пивоварня была переименована в Brouwerij De Kluis («монастырская»), а в 1989 году Селис продал её компании Interbrew.
Нынешний владелец марки пива — InBev — в 2006 году собирался закрыть пивоварню в Хугардене и перенести производство пива Hoegaarden на свой завод Jupiler в Льеже (Валлония), несмотря на протесты фламандцев — жителей Хугардена.

## Пивоварня
Деревня Хугарден расположена в нескольких километрах южнее города Тинен, до которого можно добраться по железнодорожной ветке Брюссель-Льеж в 40 минутах как от Брюсселя, так и от Льежа, и в 10 минутах от Лёвена.
На машине можно добраться по магистрали Е40, соединяющей Льеж и Брюссель, или вы можете попробовать менее скоростную дорогу N29 между Шарлеруа и Дистом, проходящую через Жамблу (Gembloux) и Жодуань (Jodoigne).

## Ассортимент
На 2019 год в Бельгии производится 6 сортов пива и пивных коктейлей под маркой Hoegaarden.

## В России
В России пиво Hoegaarden, вследствие наличия в составе апельсиновой цедры и кориандра, не являющимися допустимыми компонентами для пива (Федеральный закон от 18 июля 2011 года N 218-ФЗ), выпускается компанией «САН ИнБев» как пивной напиток «Хугарден Белое». Об этом свидетельствует надпись на этикетке.

## Позиция касающаяся параллельного импорта алкоголя в России
В августе 2022 года, директор компании InBev Ораз Дурдыев выступил против параллельного импорта алкоголя в Россию.
«Пивоваренная продукция требует определенных условий транспортировки и хранения... Если качество продукции, ввезенной с помощью параллельного импорта, окажется ненадлежащим — все репутационные риски лягут на плечи официального производителя»,— сказал Ораз Дурдыев.
Кроме того, он добавил, что ввоз алкогольных напитков сократит производство алкоголя в России.